# Макарова Ксенія Олегівна
Ксе́нія Оле́гівна Мака́рова (рос. Ксения Олеговна Макарова; *20 грудня 1992, Санкт-Петербург, Росія) — російська фігуристка, що виступає у жіночому одиночному фігурному катанні. Чемпіонка Національної першості Росії з фігурного катання 2010 року.

## Родина
Ксенія — донька Лариси Селезньової та Олега Макарова (бронзові призери Олімпіади 1984 року в парному фігурному катанні), які виступають в ролі її тренерів і хореографів. Проживає і тренується з батьками в США.

## Кар'єра
Ксенія починала свої виступи на змаганнях з фігурного катання у Сполучених Штатах.
У сезоні 2003/2004, виступаючи на рівні Intermediate level, на Північно-Атлантичному регіональному чемпіонаті посіла 7-е місце.
У наступному сезоні, знову виступаючи на рівні Intermediate level, вона виграла олив'яну медаль (4-е місце) на Північно-Атлантичному регіональному чемпіонаті та вирушила на Чемпіонат США з фігурного катання у розряді Intermediate level, на якому показала 15-й результат.

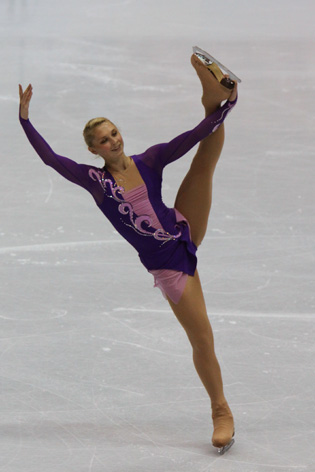
Ксеня Макарова на етапі юніорського Гран-Прі в США, 2009

У сезоні 2005—06, змагаючись востаннє в Intermediate level, вона виграла Північно-Атлантичний регіональний чемпіонат, але була змушена знятися з Чемпіонату США з фігурного катання свого рівня.
У сезоні 2006/2007 Ксенія перейшла на рівень «новачок». Вона виграла Північно-Атлантичний регіональний чемпіонат з фігурного катання та посіла 2-е місце на Східних секційних змаганнях, при тому кваліфікувавшись для участі на головний національний старт — у Чемпіонаті США з фігурного катання на рівні новачків, на якому посіла 7-у позицію.
Перейшовши «під російський прапор», у 2008 році на Чемпіонаті Росії з фігурного катання серед юніорів вона посіла четверте місце.
Перші помітні успіхи з'явилися в Ксенії в сезоні 2009/2010, коли вона посіла призові місця на обох етапах юніорського Гран-Прі з фігурного катання, в яких брала участь і відібралась у Фінал юніорського Гран-Прі сезону 2009/2010, на якому показала 4-й результат. Тієї ж осені 2009 року Ксенія виграла свій перший «дорослий» турнір — «Кубок Ніцци», випередивши у ньому на порядок досвідченішу Валентину Маркеї, завдяки чистому прокату довільної, і зокрема вдало виконаному каскаду з 2 потрійних стрибків.
Починаючи від сезону 2009/2010 Ксеня регулярно їздить у тренувальний табір Галини Змієвської та Віктора Петренка в американському Гакенсаці.

## Спортивні досягнення
За Росію
| Сезони/Змагання                                    | 2007/2008 | 2008/2009 | 2009/2010 |
| -------------------------------------------------- | --------- | --------- | --------- |
| Зимові Олімпійські ігри                            |           |           |           |
| Чемпіонати Європи з фігурного катання              |           |           | 9         |
| Чемпіонати Росії з фігурного катання               |           |           | 1         |
| Чемпіонати Росії з фігурного катання серед юніорів | 4         | 5         |           |
| Турніри: «Coupe de Nice»                           |           |           | 1         |
| Фінали юніорського Гран-Прі                        |           |           | 4         |
| Етапи юніорського Гран-Прі, Іспанія                |           | 4         |           |
| Етапи юніорського Гран-Прі, Англія                 |           | 4         |           |
| Етапи юніорського Гран-Прі, Білорусь               |           |           | 3         |
| Етапи юніорського Гран-Прі, США                    |           |           | 2         |

За США
| Сезони/Змагання                    | 2006/2007 |
| ---------------------------------- | --------- |
| Чемпіонати США з фігурного катання | 7N.       |
| Eastern Sectionals                 | 2N.       |
| North Atlantic Regionals           | 1N.       |

- N = рівень новачків

## Виноски
1. ↑  Результати першості Росії серед юніорів з фігурного катання на ковзанах. м. Ростов-на-Дону 30.01-02.02.2008. Архів оригіналу за 19.06.2008. Процитовано 26.02.2010.
2. ↑  Результати першості Росії серед юніорів з фігурного катання на ковзанах. м. Саранськ, РЛДС 28-31 січня 2009 року. Архів оригіналу за 6 лютого 2009. Процитовано 26 лютого 2010.
3. ↑  Результати турніру «Coupe de Nice». Архів оригіналу за 10 квітня 2012. Процитовано 26 лютого 2010.